# Forbante (figlio di Criaso)
Forbante (in greco antico: Φόρβας?, Phorbas) è un personaggio della mitologia greca e fu il sesto re di Argo.

## Genealogia
Figlio di Criaso e Melanto o di  Argo che fu il marito di Evadne.
Sposò Eubea e fu padre di Arestore e Triopa. Quest'ultimo fu il suo successore al trono.

## Mitologia
Eusebio di Cesarea lo include nell'elenco dei re di Argo ed aggiunge che regnò per quarantacinque anni, che fu succeduto da Triopa e che era un contemporaneo di Actaea, il primo re dell'Attica.
Durante il suo regno Cecrope divenne il primo re di Atene.